# Pedrera de Montlleó
La pedrera de Montlleó és un jaciment paleontològic situat en una antiga pedrera d'on s'havia extret roca calcària a la vall de la riera de Cornet o Guardiola. La pedrera es localitza a la partió dels termes municipals de Manresa i Castellgalí.
S'hi extreien minerals com la calcita i la pirita i s'hi ha trobat, entre diverses restes fòssils, un exemplar de Modiolus modioloides (Modiolus sp. gr. modioloides; Bellardi 1852), un mol·lusc bivalve marí de l'Eocè.
L'any 2011 també hi van aparèixer les restes fossilitzades dels ossos d’un sireni en un bloc de roca que va ser tallat a la pedrera, en el qual s'hi observen algunes vèrtebres i costelles. El bloc de roca és de gres calcari de la formació geològica Santa Maria, d’origen marí, datada del Priabonià (Eocè), de fa uns 35 milions d’anys. Els sirenis eren una espècie molt present en el medi aquàtic del Terciari. Actualment els sirenis s'han reduït a 5 espècies de les quals la més coneguda és el manatí del Carib (Trichechus manatus).
Molt probablement les restes trobades a la pedrera de Montlleó són de l'espècie trobada a Mas Enric (1982), anomenada Prototherium montserratense "el sireni de Montserrat".
Ara fa entre 42 i 35 milions d’anys l'àrea que correspon al Bages era ocupada per l'aigua marina d’un gran golf comunicat amb l’oceà Atlàntic. En aquestes aigües somes s’hi acumulaven els sediments (fangs i sorres) que formaren el subsol d'aquesta àrea geogràfica. Coincidint amb el límit sud de l'actual comarca hi havia la línia costanera. Montserrat i Sant Llorenç del Munt eren deltes emplenats dels detritus de les serralades del massís Català. Hi existien esculls de corall i fauna molt variada en un mar càlid i condicions semblants a l'actual Carib.